# 770 (numero)
Settecentosettanta (770) è il numero naturale dopo il 769 e prima del 771.

## Proprietà matematiche
- È un numero pari.
- È un numero composto con 16 divisori: 1, 2, 5, 7, 10, 11, 14, 22, 35, 55, 70, 77, 110, 154, 385, 770. Poiché la somma dei suoi divisori (escluso il numero stesso) è 958 > 770, è un numero abbondante.
- È un numero tetraprimo, ovvero è il prodotto di 4 numeri primi distinti.
- È un numero semiperfetto in quanto pari alla somma di alcuni (o tutti) i suoi divisori.
- È un numero nontotiente (per cui la equazione φ(x) = n non ha soluzione).
- È un numero di Harshad nel sistema numerico decimale.
- È un numero intero privo di quadrati.
- È un numero palindromo e un numero a cifra ripetuta nel sistema di numerazione posizionale a base 34 (MM).
- È parte delle terne pitagoriche (264, 770, 814), (360, 770, 850), (462, 616, 770), (672, 770, 1022), (770, 1104, 1346), (770, 1848, 2002), (770, 2640, 2750), (770, 2976, 3074), (770, 4200, 4270), (770, 5904, 5954), (770, 13464, 13486), (770, 21168 21182), (770, 29640, 29650), (770, 148224, 148226).
- È un numero odioso.

## Astronomia
- 770 Bali è un asteroide della fascia principale del sistema solare.
- NGC 770 è una galassia ellittica della costellazione dell'Ariete.

## Astronautica
- Cosmos 770 è un satellite artificiale russo.

## Altri ambiti
- La 770 è un'autovettura prodotta dal 1930 al 1943 dalla Mercedes-Benz.